# Lala Sjöqvist
Lala Valborg Sjöqvist (a volte Sjöquist, poi Larsson; Nybro, 23 settembre 1903 – Rockneby, 8 agosto 1964) è stata una tuffatrice svedese. In carriera ha vinto la medaglia di bronzo ai Giochi olimpici di Amsterdam 1928 nel concorso dei tuffi dalla piattaforma. Anche la sorella minore Ingeborg Sjöqvist è stata una tuffatrice.

## Palmarès
- Giochi olimpici

Amsterdam 1928: bronzo nella piattaforma